# Gare de Sant Quirze de Besora
La gare de Sant Quirze de Besora (ou parfois gare de Sant Quirze de Besora-Montesquiu) est une gare ferroviaire espagnole, située sur le territoire de la commune de Sant Quirze de Besora en Catalogne.
Elle est située sur la ligne Barcelone - Ripoll où circulent les trains de la ligne R3 (Rodalia de Barcelone) opérée par Renfe Operadora.

## Situation ferroviaire
Établie à 579 mètres d'altitude, la gare de Sant Quirze de Besora est située au point kilométrique Modèle:Formatnum;93.4 de la ligne Barcelone - Ripoll où circulent les trains de la ligne R3 (Rodalia de Barcelone) opérée par Renfe Operadora. Sur cette ligne qui s'étend de L'Hospitalet de Llobregat à Latour-de-Carol, la gare de Sant Quirze de Besora se trouve entre les gares de Borgonyà (es) et La Farga de Bebié (es).

## Histoire
La gare de Sant Quirze de Besora est inaugurée officiellement le 20 octobre 1879.

## Service des voyageurs

### Desserte

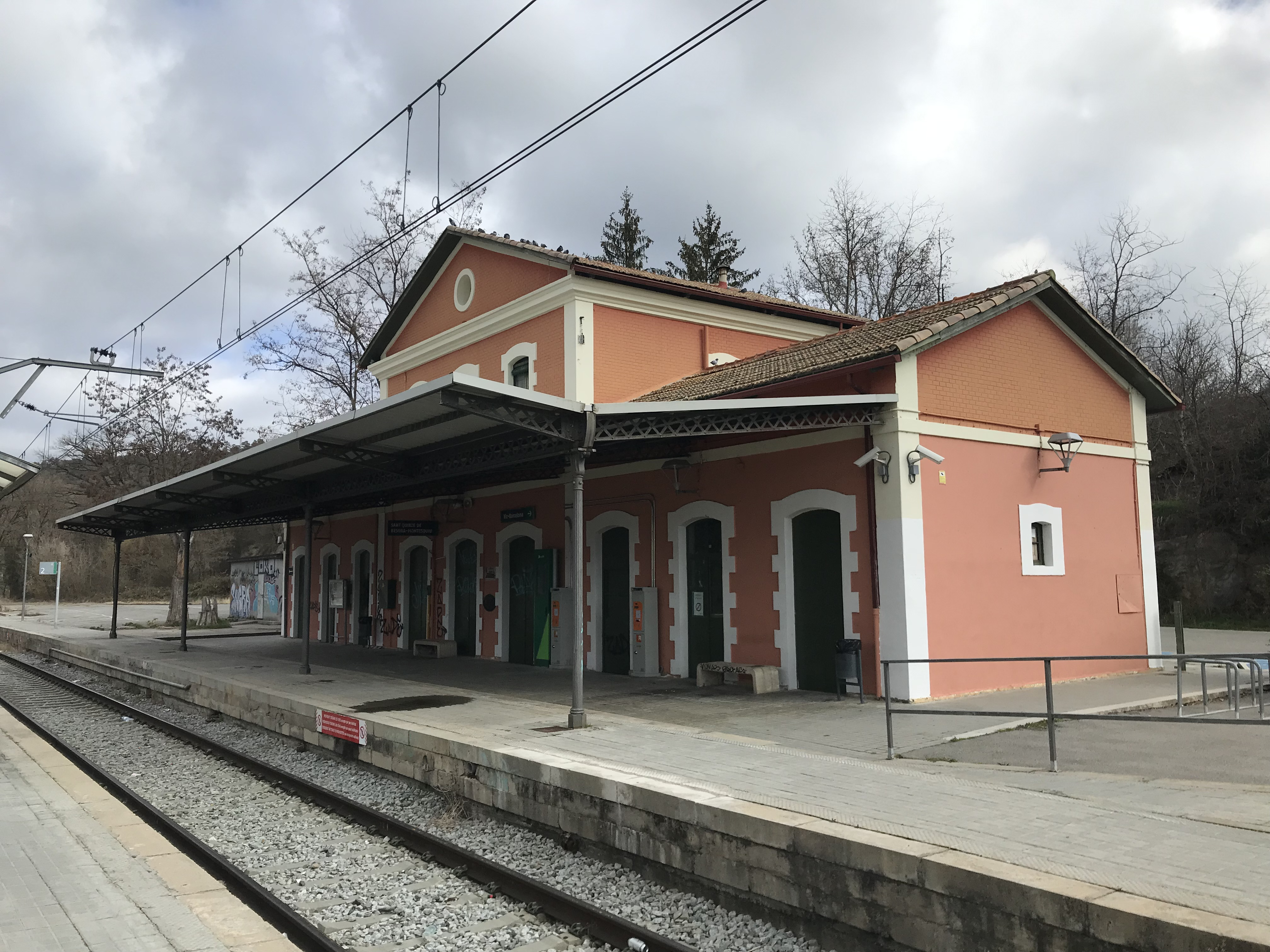
Vue de la gare depuis le quai.

|gauche